# Nederlands Elektronica en Radio Genootschap
Het Nederlands Elektronica en Radio Genootschap of NERG was een vereniging van ingenieurs die werkzaam zijn op het gebied van de elektronica en/of verwerking en transmissie van informatie. De vereniging was, mede door G.J. Elias (eerste voorzitter en later erelid), op 29 mei 1920 opgericht onder de naam Nederlandsch Radiogenootschap (NRG) en was gevestigd in Leidschendam. Het Genootschap is op 16 december 2013 opgeheven. Het NERG telde in 2013 circa 700 leden.
Bij opheffing waren de ereleden van het Genootschap
- Jan Davidse
- J.P.M. Schalkwijk
- J.H. Geels
- Kees Schouhamer Immink
- Jaap Haartsen
- F. de Jager